# Zwiebelschalenprinzip (Kleidung)

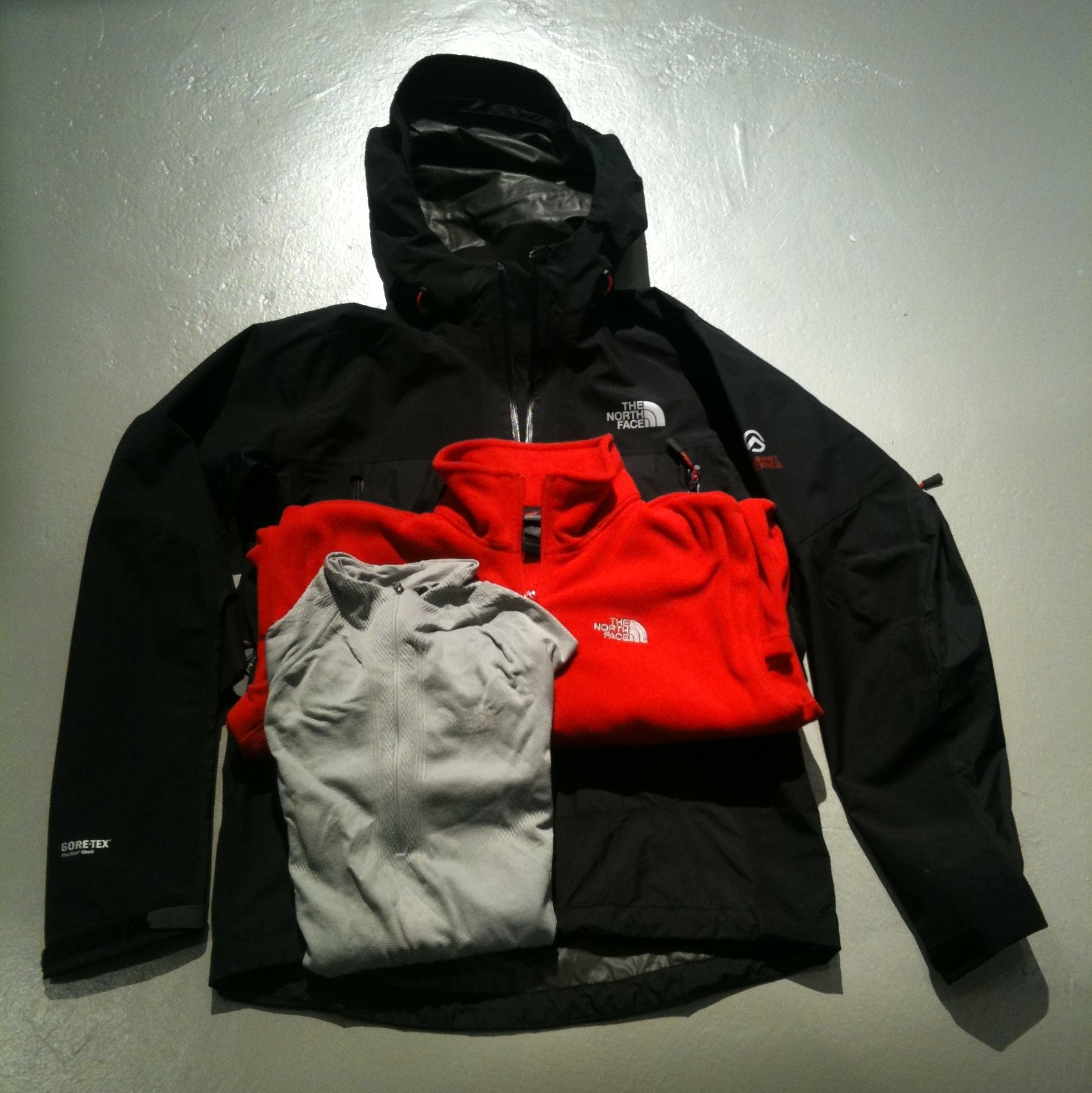
Beispiel für die verschiedenen Schichten:
- Hardshell-Jacke als Witterungsschutz
- Fleece-Jacke als Isolationsschicht
- Funktions-T-Shirt als Basisschicht

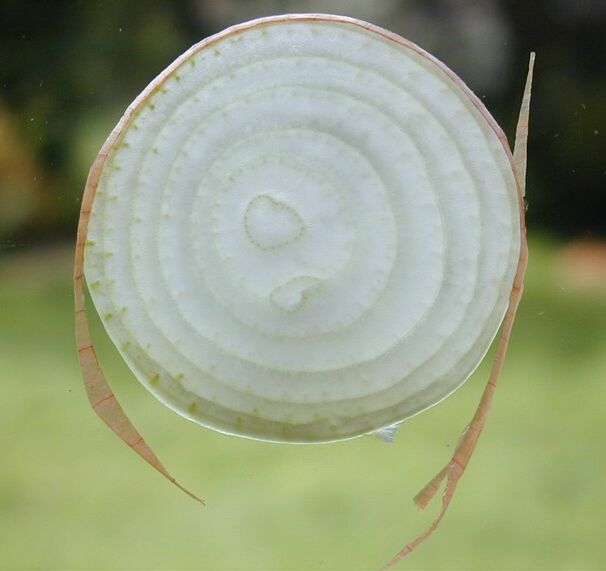
Schichten einer Zwiebel im Querschnitt

Das Zwiebelschalenprinzip, auch Zwiebelprinzip oder Zwiebelschalensystem, bezeichnet eine Zusammenstellung der Kleidung, bei der mehrere Kleiderschichten von unterschiedlicher Dicke und Material miteinander kombiniert werden. Dabei werden die einzelnen Kleidungsstücke, ähnlich den einzelnen Schichten einer Zwiebel, übereinander angezogen. Das Zwiebelschalenprinzip findet vor allem in Outdoor-Sportarten und bei Outdoor-Bekleidung seine Anwendung, kann aber durchaus auch in Alltagssituationen angewendet werden. Der Vorteil dieses Kleidungsprinzips beruht u. a. auch darauf, dass zwischen den Kleidungsschichten insgesamt mehr Luft als Wärmeisolator gespeichert wird, als bei wenigen Schichten dickerer Kleidung. Außerdem lassen sich zum Beispiel Feuchtigkeitstransport, Dampfdiffusion und UV- und Windschutz durch die passende Schichten- bzw. Materialwahl positiv beeinflussen.

## Die verschiedenen Schichten
Die verschiedenen Kleidungsschichten und ihre Aufgaben von innen nach außen:
Basisschicht auch Schweißtransportschicht oder Next-to-Skin
Dünne Schicht Unterwäsche mit der Hauptaufgabe, Schweiß vom Körper wegzutransportieren. Häufig besteht diese aus Polyester oder Polypropylen, da diese sich im Gegensatz zu Baumwolle nicht so stark mit Wasser vollsaugen und eine bessere Isolationswirkung haben, allerdings eher zur Geruchsbildung neigen. Vor allem in jüngerer Zeit hat sich wieder Wolle wie die feine Merinoschafwolle als Basismaterial durchgesetzt. Wolle kann bis zu ca. 30 % ihres Eigengewichts an Feuchtigkeit aufnehmen, ohne sich nass anzufühlen, hält auch dann immer noch warm und ist geruchshemmend. Aus bekleidungsphysiologischer Sicht ist es wichtig, dass die Basisschicht hauteng anliegt. Nur so ist ein guter Feuchtigkeitstransport gewährleistet.
Isolationsschicht oder Wärmeschicht
Eine oder mehrere Schichten, die die Körperwärme speichern, wie z. B. ein Pullover oder eine Jacke aus Fleece oder Wolle bzw. Woll-Mischgewebe, wenn die Basisschicht aus Kunstfaser z. B. Polycolon besteht.
Witterungsschutz auch Oberschicht oder Außenschicht
Kleidung (z. B. Gore-Tex/Texapore- oder Hardshell-Jacken), die vor dem Wetter schützt. Die äußerste Schicht sollte atmungsaktiv sein, damit Körperschweiß nach außen transportiert wird und verdunsten kann. Dabei ist Windschutz – auch gegen Fahrtwind etwa beim Rad- oder Skifahren, besonders aber auch beim Gleitschirmfliegen – wichtig, und dass Wasser durch Nebel, Regen, geschmolzenen Schnee oder auch kondensiertes Schwitzwasser nicht eindringen kann. Das geschieht durch eine für flüssiges Wasser (fast) undurchdringliche Schicht, entweder eine extrem feinporige Membran aus wasserabstoßendem Material (Gore-Tex aus PTFE) oder eine gasdichte Folie durch die Wasser in gelöster Form diffundieren kann (z. B. Sympatex), und in der Regel zusätzliche wasserabstossende Imprägnierung der textilen äußeren Schicht. Dabei sind Nähte Eintrittspforten von kapillar geleitetem Wasser, weshalb sie gewachst oder mit einem Folienband überklebt werden.
Jedes Einziehen einer zusätzlichen (Zwiebel-)Schicht bringt nicht nur eine durch Falten gestützte Luftlage, sondern auch eine flächige Unterbrechung möglicher Pfade für kapillaren Flüssigwassertransport zum Körper hin.
Generell gilt beim Zwiebelschalenprinzip, besser mehrere dünne Schichten, als eine dicke. Die einzelnen Schichten sollten atmungsaktiv sein, damit sich die Wärme bei körperlicher Aktivität nicht am Körper staut. Softshell-Kleidungsstücke vereinen bedingt die Isolationsschicht mit dem Witterungsschutz.

## Anwendung des Zwiebelschalenprinzips
Der Hauptvorteil der Bekleidung nach dem Zwiebelschalenprinzip besteht darin, dass die Kleidung durch Entfernen oder Hinzufügen von einzelnen Schichten einfach an die aktuellen Temperatur- und Witterungsverhältnisse angepasst werden kann. Bei physiologisch günstigem Schnitt bzw. Passform sowie idealer Materialwahl der einzelnen Schichten wird zudem der Schweiß sehr gut vom Körper wegtransportiert, während Feuchtigkeit aus der Umgebung vom Körper abgehalten wird.
Ein Nachteil dieses Bekleidungsprinzips ist, dass man bei sich sehr oft und schnell ändernden Witterungsverhältnissen die einzelnen Schichten immer wieder neu anpassen müsste, um eine optimale Funktion der Kleidung zu erhalten.
Für Unternehmungen mit ungeübten Teilnehmern oder unsicherer Wetterlage empfiehlt es sich, dass man sich zum Beginn so einkleidet, dass man beim Ruhen nicht friert. Sobald man sich bewegt und warm wird (nach ca. 10–15 Minuten), kann eine Rüstpause, auch als Gurtrast bezeichnet, eingelegt werden, bei der überschüssige Kleidungsstücke aus der Isolationsschicht entfernt werden und so der Wärmehaushalt reguliert wird. Erfahrene Teilnehmer können eine Wärmeschicht(-en) auch bereits zu Beginn weglassen.
Bei längeren Pausen (z. B. Gipfelrast) sind wieder Wärmeschichten mehr anzuziehen und gegebenenfalls nasse Kleidungsstücke gegen trockene zu tauschen.